# Île de Hong
L'île de Hong, ou Hongdo est une île de la mer Jaune située au sud-ouest de la Corée du Sud, dans le district de Sinan et la province de Jeolla du Sud. Elle fait partie du parc national de Dadohaehaesang.

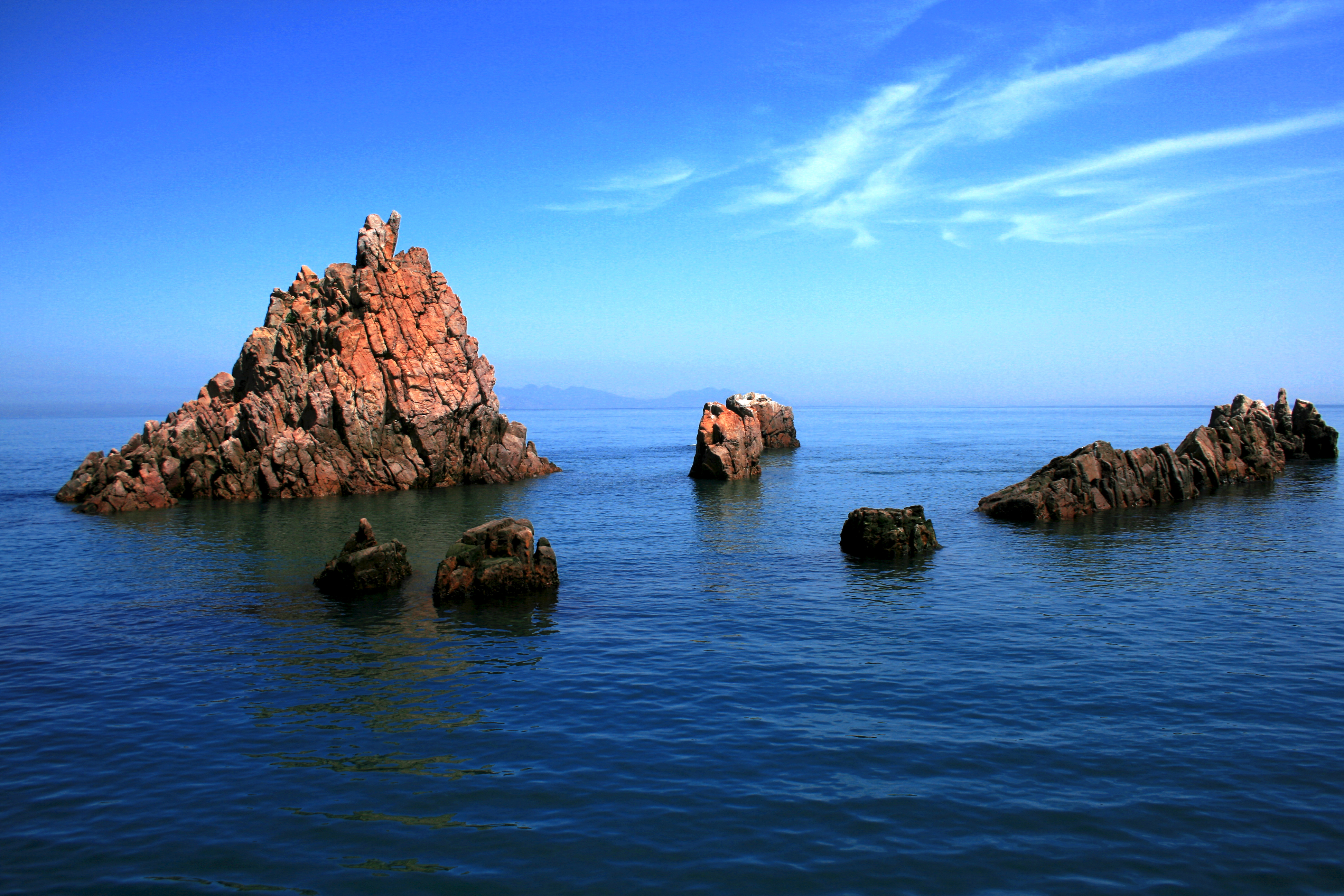
Hongdo